# Resolution 147 des UN-Sicherheitsrates
Die Resolution 147 des UN-Sicherheitsrates ist eine Resolution, die der Sicherheitsrat der Vereinten Nationen in der 891. Sitzung am  23. August 1960 einstimmig beschloss. Sie beschäftigte sich mit der Aufnahme der Republik Dahomey (heute Benin) als neues Mitglied in die Vereinten Nationen.

## Hintergrund
Die Republik Dahomey wurde am 11. Dezember 1958 als eine autonome Kolonie etabliert. Bevor es die Autonomie erhielt, war es als Kolonie Dahomey Teil der Französischen Union. Am 1. August 1960 erhielt es die volle Unabhängigkeit von Frankreich.

## Inhalt
Der Sicherheitsrat gab bekannt, dass er die Aufnahme der Republik Dahomey als neues Mitglied der Vereinten Nationen geprüft hat und empfahl der UN-Generalversammlung einer Aufnahme zuzustimmen.

## Beitritt
Die Republik Dahomey trat den Vereinten Nationen am 20. September 1960 bei.